# Rolf Monheim
Rolf Monheim (* 1941 in Bochum) ist ein deutscher Geograph und Stadtplaner.

## Leben und Wirken
Rolf Monheim ist der Sohn des Geographen Felix Monheim und dessen Gattin Ingeborg Monheim, geborene Schmiedeknecht. Zur Familie gehören noch Rolfs Bruder Heiner Monheim, emeritierter  Geographie-Professor und Verkehrsplaner, sein Vetter und Unternehmer Bernd Monheim sowie seine Cousine und Kunstmäzenin Irene Ludwig, deren gemeinsamer Urgroßvater der Schokoladenfabrikant Leonard Monheim, ein Bruder des Chemikers Viktor Monheim war. Nach seinem Schulabschluss studierte Rolf Monheim von 1961 bis 1968 an den Universitäten in Bonn, München und Aachen die Fächer Geographie, Geschichte und Soziologie und promovierte 1968 an der Universität Bonn mit der Dissertation: „Die Agrostadt im Siedlungsgefüge Mittelsiziliens“. Ebenfalls in Bonn habilitierte er sich im Jahr 1976 mit seiner Schrift: „Fußgängerbereiche und Fußgängerverkehr in Innenstädten in der Bundesrepublik Deutschland“.
Anschließend wurde er ab 1978 als ordentlicher Professor für Angewandte Stadtgeographie und Stadtplanung an die Universität Bayreuth berufen, wo er bis zu seiner Emeritierung im Jahr 2007 lehrte. Seitdem ist Monheim als Freiberufler und Referent in Forschung und Beratung für stadtplanerische Modernisierung tätig.
Monheims Schwerpunkte liegen auf der Struktur der Innenstädte in Deutschland und Italien, in Hinblick auf deren Nutzung und Erschließung, der Bewertung und der historischen Entwicklung, dem Einzelhandel und den Einkaufszentren, dem Verkehr und der Mobilität, der Freizeit und dem Tourismus, sowie der Stadtplanung und -gestaltung und dem Stadtmarketing. Dazu schrieb er mehrere Monografien und zahlreiche Fachaufsätze für diverse Fachverlage und Hochschulschriften.

## Schriften (Auswahl)
- Die Agrostadt im Siedlungsgefüge Mittelsiziliens : Untersucht am Beispiel Gangi, Dissertation, Verlag Dümmler, Bonn 1969
- Fussgängerbereiche und Fussgängerverkehr in Stadtzentren in der Bundesrepublik Deutschland, Habilitationsschrift, Verlag Dümmler, Bonn 1980, ISBN 978-3-427-76141-9
- Verkehrsplanung und Verkehrsentwicklung einer neuen Universität, untersucht am Beispiel Bayreuth, Druckhaus Bayreuther-Verlags-Gesellschaft, Bayreuth 1988, ISBN 978-3-922808-20-6
- Park & Ride – ein Beitrag zum stadtverträglichen Verkehr? : empirische Befunde zu einem kontroversen Thema, zusammen mit Oliver Faltlhauser, Institut für Geowissenschaften, Universität Bayreuth, 2001
- Transkontinentale Migration im Mittelmeerraum, Naturwissenschaftliche Gesellschaft Bayreuth, Bayreuth 2004, ISBN 978-3-9809181-1-4
- Nachhaltige Mobilitätskultur, zusammen mit Hans-Peter Buba und Jochen Grötzbach, Verl. MetaGIS, Mannheim 2010, ISBN 978-3-936438-29-1
- Innenstadtintegrierte Einkaufszentren : Chancen und Risiken für eine nachhaltige Stadtentwicklung, Verlag MetaGIS Fachbuch, Mannheim 2018, ISBN 978-3-947475-14-8